# Дзенискевич, Андрей Ростиславович
Андре́й Ростисла́вович Дзениске́вич (23 августа 1932 Ленинград, СССР — 27 января 2012 Санкт-Петербург[уточнить], Россия) — советский и российский историк, доктор исторических наук (1986), лауреат Государственной премии СССР (1975).

## Биография
Будущий учёный родился 23 августа 1932 года в Ленинграде, в семье военного. Отец — Ростислав Анатольевич Дзенискевич (ум. 1944), инженер-электрик Ленинградского радиоаппаратного завода имени Н. Г. Козицкого (ранее — Электротехнический завод акционерного общества «Сименс и Гальске»), советско-финскую войну прошёл в звании капитана, в Великую Отечественную войну работал на заводе в Нижнем Тагиле. Мать — З. С. Брагина (1899 — после 1932), старший педагог методического кабинета Ленинградского «нового» ТЮЗа. 
С началом Великой Отечественной войны маленький Андрей вместе с матерью был эвакуирован сначала в Алма-Ату, а в 1942 году — в село Сорочино Калачинского района Омской области. После эвакуации до 10 класса учился в средней школе № 179 Смольнинского района, окончил её с серебряной медалью. В 1951 году А. Р. Дзенискевич по предложению Смольнинского райкома ВЛСКМ принять его кандидатом в партию КПСС, осенью того же года поступил на исторический факультет ЛГУ (ныне Институт истории СПбГУ). Зимой 1952 года становится членом КПСС. Окончив университет Дзенискевич на отлично сдал государственные экзамены его дипломная работа «Февральская буржуазно-демократическая революция в Петрограде», научным руководителем был декан исторического факультета Кочаков Б. М., вышла в печать по рекомендации Государственной комиссии. Был направлен Учёным советом ЛГУ на аспирантуру по кафедре марксизма-ленинизма в которой был допущен ко вступительным экзаменам, но из-за отсутствия необходимых данных по тем временам поступить в аспирантуру не смог. В 1956 году Дзенискевича приняли на работу лаборантом при кафедре марксизма-ленинизма в Высшее Военно-морскон Краснознаменное орденов Ленина и Ушакова училище имени М. В. Фрунзе. В 1962 году поступил на заочное отделение ЛОИИ. В 1966 году защитил кандидатскую диссертацию «Восстановление промышленности и городского хозяйства Ленинграда в годы Великой Отечественной войны 1943—1945 гг.». С 1973 года работал в ЛОИИ младшим а затем старшим научным сотрудником, с 1988 года ведущим научным сотрудником. В 1986 году защитил докторскую диссертацию «Рабочие Ленинграда накануне Великой Отечественной войны. 1938 — июнь 1941 г.». в 1998 году избран действительным членом Академии военно-исторических наук. В 2003 году по состоянию здоровья ему пришлось уволиться из института. Умер 27 января 2012 года после тяжёлой болезни, похоронен на Кузьмоловском кладбище (пос. Кузьмоловский, Всеволожский район) близ Санкт-Петербурга.

## Научная деятельность
Опубликовал множество исторических работ по темам Октябрьской и Февральской буржуазно-демократической революции, Великой Отечественной войне, неизвестным ранее фактам о блокаде Ленинграда. Автор двух томов «Очерков истории Ленинграда». Работал над 4-м томом «Очерков истории Ленинграда» («Период Великой Октябрьской социалистической революции и построения социализма в СССР. 1918—1941 гг.». М.; Л., 1964). Вышедший 5-й том с двумя авторскими главам о блокаде Ленинграда. А. Р. Дзенискевич вошёл в число авторов книги «Непокоренный Ленинград» (Л. 1970; 1974; 1985), выдержала 3 издания. За участие в написании двухтомного труда «Истортя рабочих Ленинграда. 1703—1965 гг.», в 1975 году был удостоен звания Лауреата Государственной премии СССР. С 1979 по 1985 гг. печаталась его 4-х томная публикация «В тылу врага». В 1983 году вышла его вторая монография «Рабрчие Ленинграда накануне Великой Отечественной войны. 1938—1942 гг.», по которой он через 3 года защитит докторскую диссертацию. Его труды по введению ранее неизвестных источников по истории блокадного Ленинграда выходили 90-е годы. Вышел в свет его сборник исторических материалов «Ленинград в осаде» (СПб., 1995). В 1998 году он публикует книгу «Фронт у заводских стен. Малоизученные проблемы обороны Ленинграда. 1941—1944».

## Основные работы
Книги
- Дзенискевич А. Р. Непокоренный Ленинград / под ред. Ковальчука В. М. — Л.: Наука, 1974. — 504 с. — 40 000 экз.
- Дзенискевич А. Р. Непокоренный Ленинград. Краткий очерк истории города в период Великой Отечественной войны. — 1985. — 326 с. — 25 000 экз.
- Дзенискевич А. Р. Дух и культура Ленинграда в тылу Советского Союза в годы Великой Отечественной войны // Медицина в блокадном Ленинграде. Последствия элементарной дистрофии: Сборник трудов участников городской научной конференции / в соавт. с Хорошининой Л. П.. — СПб, 2010. — С. 88—91.
- Дзенискевич А. Р. В годы суровых испытаний. Ленинградская партийная организация в Великой Отечественной войне / под ред. Ковальчука В. М., сост. Крюковских А. П. — Отдельное издание. — Лениздат, 1985. — 424 с. — 7000 экз.
- Дзенискевич А. Р. и др. Рабочие Ленинграда. Краткий исторический очерк. 1703—1975. — 1975. — 360 с. — 5400 экз.
- Дзенискевич А. Р. Город Ленина в дни Октября и Великой Отечественной войны 1941—1945. — 1964. — 208 с. — 2500 экз.
- Дзенискевич А. Р. В тылу врага / под ред. Ковальчука В. М. — Отдельное издание. — Лениздат, 1983. — 392 с.
- Дзенискевич А. Р. Накануне в дни испытаний: Ленинградские рабочие в 1938—1945 гг. — Наука. — 197 с. — (Рабочий класс в Ленинграде - История). — ISBN 5-02-027297-3.
- Дзенискевич А. Р. На грани жизни и смерти: работа медиков-исследователей в осаждённом Ленинграде. — Париж: Нестор, 2002. — Стб. 287. — 284—286 с. — 500 экз. — ISBN 5-303-00070-2.
- Дзенискевич А. Р. Восстановление промышленности и городского хозяйства Ленинграда в годы Великой Отечественной войны // к.и.н. Дзенискевич А. Р. : монография, автореферат, диссертация. — 1965. — С. 14.
- Дзенискевич А. Р. Военная пятилетка рабочих Ленинграда. 1941—1945. — Л., 1972. — 215 с.
- Дзенискевич А. Р. Заводы на линии фронта: Рабочие Ленинграда фронту. — М., 1978. — 111 с. — (Страницы истории Советской Родины).
- Дзенискевич А. Р. Рабочие Ленинграда накануне Великой Отечественной войны 1938 — июнь 1941. — Л., 1983. — С. 211.
- Рабочие ленинградской промышленности накануне и в годы Великой Отечественной войны 1938—1945 гг. Л., 1986. 479 с.
- Фронт у заводских стен. Малоизученные проблемы обороны Ленинграда. 1941—1944. СПб., 1998.
- Блокада и политика: Оборона Ленинграда в политической конъюнктуре. СПб., 1998.

Под редакцией
- Алексеенко А. Е., Барышников Н. И., Белозеров Б. П. Ленинград в борьбе месяц за месяцем, 1941—1944 / под ред Дзенискевича А. Р.. — СПб.: Ланс, 1994. — 394 с. — (Блокада Ленинграда — Воспоминания, записки). — ISBN 5-86379-001-6.
- Жизнь и смерть в блокированном Ленинграде. Историко-медицинский аспект / под ред. Дзенискевич А. Р.. — СПб.: Дмитрий Буланин, 2001. — 269 с. — 800 экз. — ISBN 5-86007-324-0.
- Ленинград в осаде. СПб., 1995.